# Żebbuġ Rangers Football Club
Il Żebbuġ Rangers Football Club è una società calcistica maltese con sede nella città di Żebbuġ.
Il club, fondato nel 1943, milita dalla stagione 2022-23 nella Challenge League, la seconda divisione del campionato maltese.

## Storia
Nella sua storia, il club ha collezionato 11 partecipazioni alla massima divisione maltese.

## Organico

### Rosa 2022-2023
| N. |                      | Ruolo | Calciatore         |
| -- | -------------------- | ----- | ------------------ |
| 1  | Malta (bandiera)     | P     | Jamie Azzopardi    |
| 2  | Brasile (bandiera)   | D     | Henrique Motta     |
| 3  | Malta (bandiera)     | D     | Shaun Bugeja       |
| 4  | Brasile (bandiera)   | D     | Leandro Almeida    |
| 5  | Malta (bandiera)     | D     | Travis Bartolo     |
| 6  | Brasile (bandiera)   | D     | Wilker Santos      |
| 7  | Malta (bandiera)     | D     | Yanis Tonna        |
| 8  | Malta (bandiera)     | C     | Ayrton Mizzi       |
| 9  | Colombia (bandiera)  | A     | Miguel Pérez       |
| 10 | Serbia (bandiera)    | C     | Stefan Janković    |
| 11 | Australia (bandiera) | A     | Charles Lokolingoy |
| 13 | Malta (bandiera)     | P     | Miguel Chetcuti    |

| N. |                      | Ruolo | Calciatore              |
| -- | -------------------- | ----- | ----------------------- |
| 15 | Argentina (bandiera) | D     | Enrique Sánchez         |
| 16 | Malta (bandiera)     | D     | Randall Vella           |
| 17 | Malta (bandiera)     | D     | Paul Galea              |
| 18 | Colombia (bandiera)  | C     | Almir Soto              |
| 19 | Malta (bandiera)     | C     | Glen Mifsud             |
| 20 | Malta (bandiera)     | C     | Jordan Sciberras        |
| 21 | Serbia (bandiera)    | C     | Stanimir Milošković     |
| 22 | Malta (bandiera)     | D     | Joseph Gaetano Gesualdi |
| 23 | Malta (bandiera)     | D     | Kurt Bondin             |
|    | Malta (bandiera)     | A     | Antheos Spiteri         |
|    | Brasile (bandiera)   | A     | Perdigão                |
|    | Malta (bandiera)     | C     | Peter Muscat            |

## Palmarès

### Competizioni nazionali
- Challenge League (Malta): 1

2021-2022

### Altri piazzamenti
- First Division (Malta):

Secondo posto: 2013-2014